# Tone (1937)
Tone (japonsky: 艦歴) byl první těžký křižník třídy Tone a druhý křižník toho jména v japonském císařském námořnictvu. Většinou se, spolu se svojí sesterskou lodí Čikuma, zúčastnil bojů za druhé světové války, kdy často doprovázel svazy letadlových lodí a svými hydroplány zajišťoval průzkum a hlídkování. Obě lodě tvořily 8. džunjókan sentai (巡洋艦戦隊 ~ křižníková divize), která byla v lednu 1944 rozpuštěna a obě jednotky přiřazeny k 7. džunjókan sentai.
Doprovázel úderný svaz letadlových lodí (機動部隊 Kidó Butai) během útoku na Pearl Harbor, podporoval druhý pokus o dobytí atolu Wake a obsazení Rabaulu. Zúčastnil se útoku na Port Darwin a eliminace sil ABDACOM při japonské invazi do jihozápadního Tichomoří. Poté se zúčastnil nájezdu do Indického oceánu. Jeho průzkumný letoun jako první informoval Japonce o přítomnosti amerických letadlových lodí u Midway. Během bitvy u východních Šalomounů doprovázel Rjúdžó na její poslední plavbě a během bitvy u Santa Cruz jeho letoun objevil USS Hornet.
Poté operoval převážně spolu s jádrem Spojeného loďstva, takže do bojů v „krysích dírách“ Šalomounových ostrovů – až na epizodní roli v první námořní bitvě u Guadalcanalu – nezasáhl. V březnu 1944 se zúčastnil dalšího nájezdu do Indického oceánu a poté v červnu bitvy ve Filipínském moři. Během série bitev v souvislosti s japonským pokusem o odražení americké invaze na Filipíny byl součástí Centrálního svazu viceadmirála Kurity, který se ráno 25. října 1944 nečekaně objevil na dostřel od nic netušících amerických eskortních letadlových lodí u ostrova Samar. Na rozdíl od své sestry přežil toto střetnutí, které se stalo známé jako bitva u ostrova Samar. Osudným se mu ale staly americké nálety na oblast Kure, kde byl nejprve 24. července 1945 po útoku letadel z USS Monterey posazen na mělčinu v Hirošimské zátoce a následně 28. července opět napaden letadly z letadlových lodí USS Wasp a USS Ticonderoga.

## Popis

### Pohon
Pohon zabezpečovalo 8 kotlů Kampon, které poháněly 4 turbíny. Výsledný výkon až 152 000 k přenášely čtyři hřídele. Maximální rychlost lodě byla 35 uzlů (64,8 km/h).

### Výzbroj a pancéřování

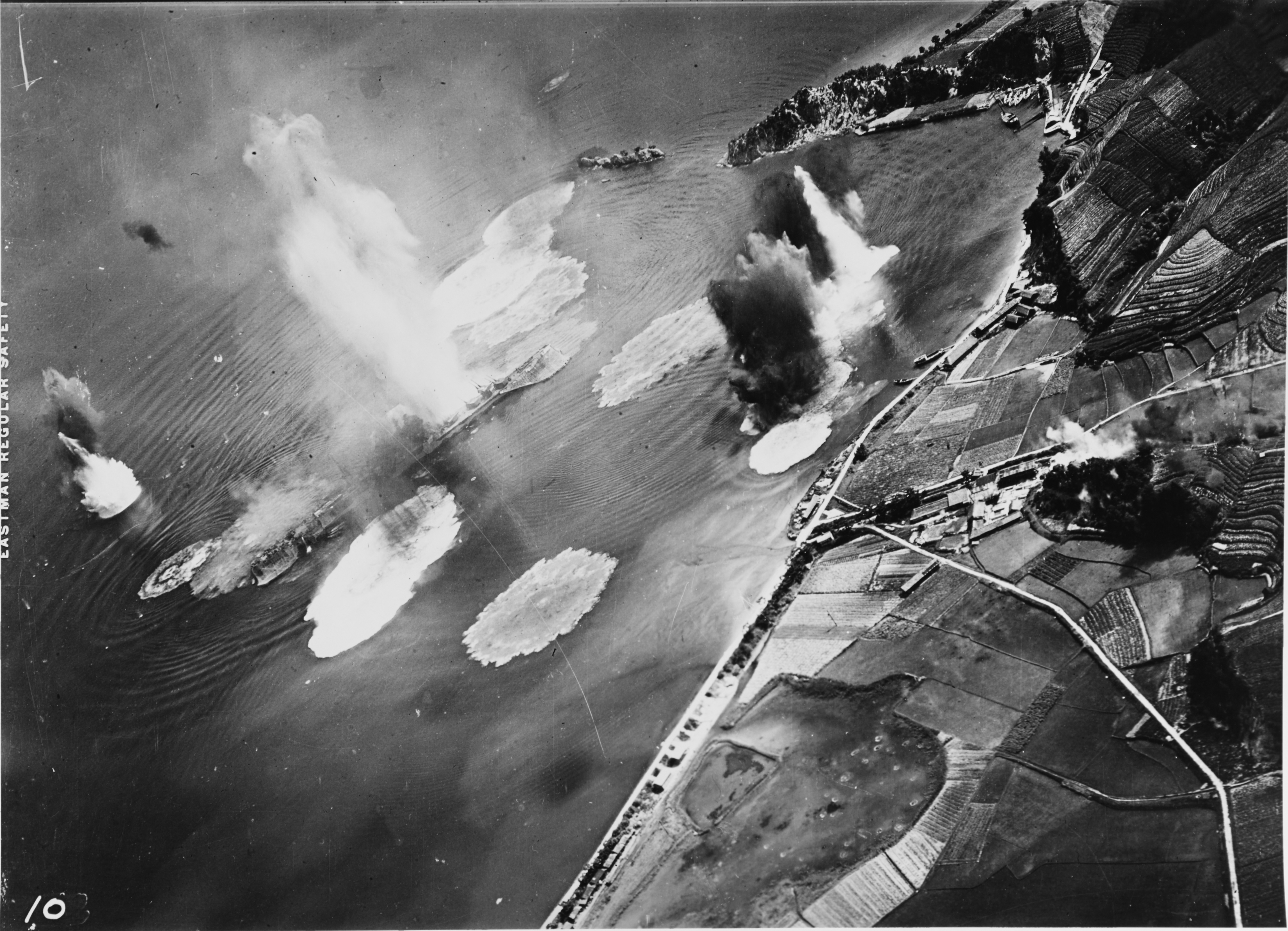
Tone během útoku amerických letadel 24. července 1945

Hlavní výzbroj sestávala z osmi kanónů ráže 203,2 mm ve čtyřech dvouhlavňových věžích model E3 na přídi, čímž jednotky třídy Tone získaly charakteristickou siluetu. Sekundární a těžkou protiletadlovou výzbroj tvořilo osm děl ráže 127 mm uložených ve čtyřech dvouhlavňových věžích typu A1 model 1. Protiletadlovou výzbroj tvořilo 12 kanónů ráže 25 mm. Loď měla dvanáct torpédometů ráže 610 mm. Během její služby byl v březnu 1943 nainstalován přehledový radar proti vzdušným a námořním cílům 21 Gó a rozšířena protiletadlová výzbroj (20 x 25 mm). V červenci 1943 pak byla opět výzbroj rozšířena na 57 x 25 mm a radarové vybavení bylo obohaceno o jeden přehledový radar proti vzdušným cílům 13 Gó a dva přehledové radary proti vzdušným a námořním cílům 22 Gó. V únoru 1945 už měla loď úctyhodnou protiletadlovou obranu sestávající z 62 x 25 mm (12x3, 4x2, 18x1) a přibyl třetí radar 22 Gó namísto 21 Gó.
Dva katapulty se nacházely v zadní části lodě. Loď mohla nést až osm hydroplánů, avšak nosila jen pět, nejprve Nakadžima E8N a později Aiči E13A.
Boční 145mm pancéřový pás se směrem dolů zužoval na 55 mm. Paluba byla chráněna pancířem o síle 31-65 mm, věže hlavní ráže 25 mm, barbety a velitelská věž až 40-90 mm. Muniční sklady měly pancíř síly až 127 mm.

## Stavba
Kýl lodě byl položen 1. prosince 1934 v loděnicích firmy Micubiši v Nagasaki. Spuštění na vodu se dočkala 21. listopadu 1937 a do služby u námořnictva byla přijata 20. listopadu 1938. Původně měly být jednotky třídy Tone lehkými křižníky vyzbrojenými dvanácti 155mm/60 děly ve čtyřech trojhlavňových věžích na přídi. Vypovězení Washingtonské konference 29. prosince 1934 ale mělo za následek, že lodě byly dokončeny rovnou jako těžké křižníky.

## Služba

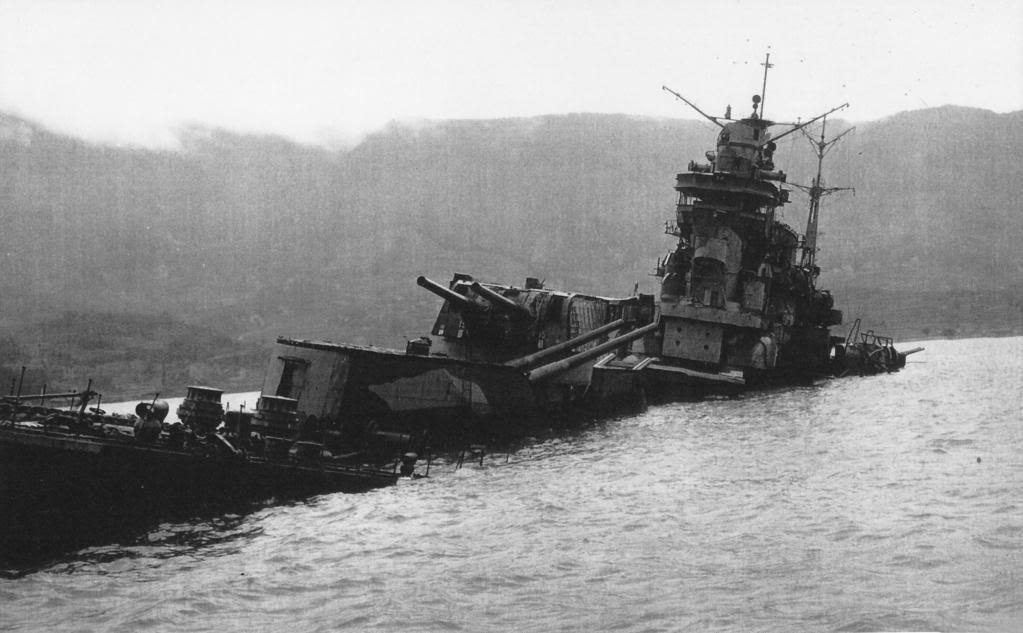
Tone potopený na mělčině

Po válce byl 20. listopadu 1945 Tone vyškrtnut ze seznamu lodí japonského námořnictva a sešrotován v Kure. Vyzvednut a sešrotován byl v letech 1947-1948.